# オランダ海兵隊
海兵隊（オランダ語：Korps Mariniers）は、オランダ海軍が整備・編制している海兵隊。水陸両用戦力の緊急展開部隊として世界各地に48時間以内に即応展開できるようになっている。2024年時点の兵員数は2,650名。
オランダ海兵隊のモットーは「世界が広がる限り（Qua Patet Orbis）」である。

## 歴史

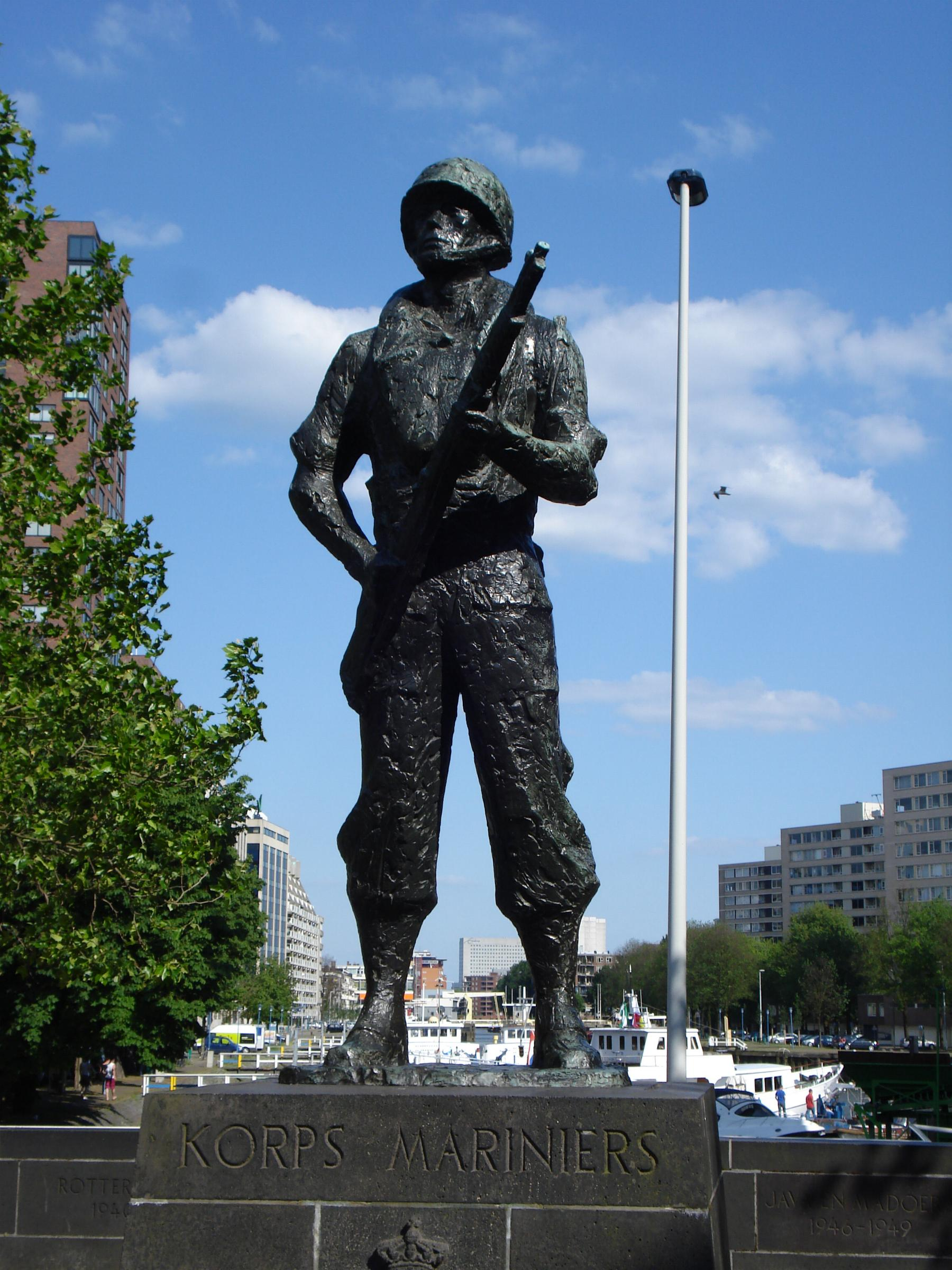
ロッテルダムにある海兵隊員の銅像

オランダ海兵隊は、ネーデルラント連邦共和国の非公式な指導者であったヨハン・デ・ウィットとミヒール・デ・ロイテル提督により第二次英蘭戦争中の1665年12月10日に海兵連隊として創設された。指揮官はウィレム・ジョセフ・ファン・ゲント（en:Willem Joseph van Ghent）であった。オランダは、第一次英蘭戦争では一般兵士を船に乗せ、海上戦闘に投入して成功していた。1537年のスペイン海兵隊、1610年のポルトガル海兵隊、1622年のフランス海兵隊、1664年のイギリス海兵隊に続く5番目の海兵隊である。イギリスと同様にオランダも海兵隊が解隊された期間があった。オランダ自体が1810年から1813年までフランスの支配下に置かれていた。海兵隊の再編はバタヴィア共和国施政下の1801年3月20日に提案され、ルイ・ボナパルト統治下の1806年8月14日に王立海兵擲弾兵隊（Korps Koninklijke Grenadiers van de Marine）として編成される。現代のオランダ海兵隊は1814年から始まり、1817年に現在の名称になっている。
提督となったファン・ゲントが率いる戦隊により1667年6月10日から14日にかけて行われたメドウェイ川襲撃においては、オランダ海兵隊は新しく連隊長となったイギリス人のトーマス・ドルマン（Thomas Dolman）指揮の下で卓越した役割を果たし、ケントにある町の名前に因んだ「チャタム」のバトルオナーが与えられた。これは、外国軍部隊が獲得したイギリス国内の地名に由来する数少ない名誉の一つである。7月、ハリッジ近傍のランドガード砦を攻撃、上陸後は傭兵1,500人で攻撃を実施するも砦の守備隊によって撃退された。
海兵隊は第二次英蘭戦争と第三次英蘭戦争でも戦った。ソールベイの海戦後の1672年6月29日に海兵隊の三分の二を艦隊から撤収させ、イギリス軍の侵入に備えて傭兵軍を増強するための旅団が編成された。これが1673年8月21日のテセル島の海戦で英仏連合軍を撃破し、イギリス軍の侵攻を阻止するため適時艦船に復帰する。ゲルロフ・ファン・イッセルメイデン（Gerolf van Isselmuyden）指揮で1674年にフランスに対してスヌッフ（Seneffe）の陸上戦でも活躍した。
オランダによるアメリカ植民地独立の支持は第四次英蘭戦争につながった。そしてドッガー・バンク海戦が生起する。1704年にオランダ海兵隊はイギリス海兵隊と協同でゲオルク・フォン・ヘッセン＝ダルムシュタット指揮下のジブラルタルを占領し、しばらくの間巧妙に防御された。その後両者は1816年のアルジェ砲撃でも協同作戦を実施している。
オランダ海兵隊はオランダ領東インドでも活躍していた。オランダは1850年代から第一次世界大戦前までインドネシア全域に及ぶ植民地獲得には抑制的であった。オランダ海兵隊の戦闘名誉については1873年から1913年まで続いたアチェ戦争とバリ島征服から始まっている。
第二次世界大戦ではオランダ領東インドへ向けて出航準備中であったロッテルダムにいた海兵隊部隊はマース川全域の橋梁防御に転用された。ここでは一般のドイツ軍歩兵部隊のみならず都市中央部に対する降下猟兵による強襲にも備えていた。ドイツ軍のロッテルダム爆撃により膠着状態は崩壊した。カリブ海のアルバ沖合ではドイツ人船長が座乗する商船「アンティラ（Antilla）」がUボートの補給船として機能していたため、この脅威を排除するため海兵隊は攻撃をほのめかし降伏を受け入れるように交渉し、24時間の猶予後に接収作業を開始する。降伏受け入れ時、ドイツ人船長は完全武装の部隊が乗り込んでくると想定していたが、少数の制服海兵隊員だけが現れたのを見て驚いた。船長は部下に対し海兵隊員の勇気を称えて敬意を表するよう命じ、彼らに「黒い悪魔（Zwarte duivels）」の評を与えた。
いくつかの海兵隊部隊はドイツと戦うためにイレーネ王女旅団（en:Royal Netherlands Motorized Infantry Brigade）に参加した。彼らは1944年秋にオランダのティルブルフ近郊での戦闘で有名になった。1943年始め、アメリカ海兵隊は新編海兵旅団に装備を与え訓練を施した。ノースカロライナ州のキャンプ・レジューン海兵隊基地とキャンプ・デービス海兵隊遠隔地訓練場（en:Marine Corps Outlying Field Camp Davis）でオランダ領東インドを占領している日本に対する反攻のため陸海空統合の上陸戦に備えていた。このような反攻上陸を実施する前に日本は降伏したが、1945年にノースカロライナ州で完全状態にあった海兵旅団は6つの輸送機材を残置して植民地独立戦争でインドネシア人たちと戦うことになる。これらはA師団の一部であり、海兵隊士官の指揮下に置かれていたが1949年に解隊された。
1959年、アメリカの水中爆破部隊(en:Underwater Demolition Team)を参考に水陸両用偵察小隊(Amfibisch Verkennings Peloton)が創設される。同部隊は沿岸偵察、破壊工作に特化した小規模な特殊部隊で、戦時にイギリス軍SBSの一部として共同作戦を行う体勢であることからオランダSBS第7小隊(7NL Special Boat Section)とも呼ばれる。
インドネシア独立後、イリアンジャヤの帰属問題は棚上げにされたまま同地にオランダ海兵隊は駐留を続けていたが、1962年にインドネシア軍の侵攻の末に同地は併合された。
1977年6月11日、ドレンテ州のデ・プント（en:De Punt）で南マルク共和国（en:Republic of South Maluku）の過激派6人は5月23日に近隣の住人を人質に列車をハイジャックした。事態解決のため強行手段に出た治安当局はオランダ空軍のF-104 スターファイター戦闘機6機を強襲前の牽制として低空飛行で爆音を響かせハイジャック犯の気を引き、海兵隊介入部隊(en:Unit Interventie Mariniers)が列車に突入し犯人6人を死亡させるも、人質2人も犠牲となったが事件は解決した（en:1977 Dutch school hostage crisisおよびen:1977 Dutch train hostage crisisを参照）。この功績により海兵隊介入部隊はオランダ政府の有力な対テロ特殊部隊であると証明された。
冷戦時代には北大西洋条約機構の枠組みのもとで、1973年にイギリス海軍海兵隊第3コマンドー海兵旅団とオランダ海兵隊作戦部隊グループ（GOUM）で構成される英蘭水陸両用部隊（UKNLAF）が編組された。これ以外にも、水陸両用戦闘支援部隊第1中隊はアメリカ合衆国とノルウェーが参加する「山岳寒冷地訓練」のプログラムの大部分を担当している。
近年のオランダ海兵隊は世界各地で様々な運用に投じられている。主なもので1992年から1993年にかけての国際連合カンボジア暫定統治機構や、1995年から継続している旧ユーゴスラビア・ボスニアでの平和維持活動、2000年から2003年にかけての国際連合エチオピア・エリトリア派遣団の他、2002年1月から2010年7月にかけてのアフガニスタンでの国際治安支援部隊では2005年の選挙期間中にマザーリシャリーフに第2野戦病院大隊が派遣、この他にバグラーン州Khomriには地方復興チームの要員として海軍要員と共に配置された。2005年にハンガリー軍と交代したオランダ陸軍と空軍に代わって、2006年10月から展開する。任務はUruzgan地区にて新生アフガニスタン国軍の新兵訓練を与えることでキャンプ・オランダ内で実施された。増強中隊はUruzgan地区内のDeh Rashan地域で展開した。2010年4月17日には10人を載せたBvS 10が即席爆発装置の爆発により2人が戦死している。
また、イラクには2003年8月1日から2004年にかけて2個の海兵大隊がムサンナー県に展開しており、サマーワのキャンプ・スミッティに配置され、このうち1個中隊がAr RumaythahとAl Khidrの村に配置された。
2003年11月18日から2004年2月19日にかけては国際連合リベリア・ミッションの一環として揚陸艦「L800 ロッテルダム」に海兵1個小隊が配備され後方支援能力を提供した。2005年から2006年にかけては国際連合コンゴ民主共和国ミッションでパトリック・カムマート海兵少将（en:Patrick Cammaert）が司令官に任命されている。

## 編制
- 第1海兵大隊　在ユトレヒト州ドールン、ファン・ブラーム・ホーウクリスト兵営
  - 本部中隊
  - 第11歩兵中隊（空挺、山岳）
  - 第13歩兵中隊（密林、ヘリコプター機動）
  - 第14支援火器中隊（軽迫、偵察、対戦車、工兵）
- 第2海兵大隊　在ユトレヒト州ドールン、ファン・ブラーム・ホーウクリスト兵営
  - 本部中隊
  - 第21歩兵中隊（密林、河川）
  - 第22歩兵中隊（ヘリ機動）
  - 第23歩兵中隊（空挺、市街地戦）
  - 第24支援火器中隊（軽迫、偵察、対戦車、工兵）
- 水陸両用戦闘支援部隊　在北ホラント州、デン・ヘルダー海軍基地
  - 第1舟艇中隊
  - 第2舟艇中隊
  - 海兵統合中隊（重迫、対空）　在ユトレヒト州ドールン、ファン・ブラーム・ホーウクリスト兵営
  - 特殊作戦中隊　ユトレヒト州ドールン、ファン・ブラーム・ホーウクリスト兵営
- 水陸両用後方支援大隊　在ユトレヒト州ドールン、ファン・ブラーム・ホーウクリスト兵営
  - 第1戦闘支援中隊
  - 第2戦闘支援中隊
  - 海上拠点支援隊
- 第32歩兵中隊　在自治地域アルバ、サヴァネータ海兵隊兵営
- 海上特殊作戦部隊 (特殊作戦)　在ユトレヒト州ドールン、ファン・ブラーム・ホーウクリスト兵営 
  - 水陸両用偵察小隊 (潜水、偵察) - 通称、オランダSBS第7小隊
  - 海兵隊介入部隊 (対テロ)
  - 山岳先導偵察小隊

その他の部隊・機関
- 海兵訓練センター（MOC）　在ロッテルダム、ファン・ゲント兵舎
- 海軍軍楽隊および海兵鼓笛隊　在ロッテルダム、ファン・ゲント兵舎
- アンティル諸島徴集兵訓練所（TAM）　在キュラソー島、スフィッサント兵舎（Suffisant）
- 海兵隊博物館　在ロッテルダム
- NLMARFOR（海軍将兵と海兵隊将兵で構成される複合水陸両用運用幕僚部）　在北ホラント州、デン・ヘルダー海軍基地
- 水陸両用訓練所　在北ホラント州テセル、ヨースト・ドゥーレン兵営
- テセル集約拠点　在北ホラント州テセル、ヨースト・ドゥーレン兵営

## 階級
| 士官                     |                                     |  |  |
| 海兵大将                 | Generaal                            |  |  |
| 海兵中将                 | Luitenant-Generaal                  |  |  |
| 海兵少将                 | Generaal-Majoor                     |  |  |
| 海兵准将                 | Brigadegeneraal                     |  |  |
| 海兵大佐                 | Kolonel                             |  |  |
| 海兵中佐                 | Luitenant Kolonel                   |  |  |
| 海兵少佐                 | Majoor                              |  |  |
| 海兵大尉                 | Kapitein                            |  |  |
| 海兵中尉                 | Eerste Luitenant                    |  |  |
| 海兵少尉                 | Tweede Luitenant                    |  |  |
| 准士官および下士官、兵卒 |                                     |  |  |
| 海兵准尉                 | Adjudant Onderofficier              |  |  |
| 海兵曹長                 | Sergeant Majoor                     |  |  |
| 海兵軍曹                 | Sergeant                            |  |  |
| 海兵伍長                 | Korporaal                           |  |  |
| 海兵一等兵               | Marinier 1e klasse Oudste Categorie |  |  |
| 海兵二等兵               | Marinier 1e klasse                  |  |  |
| 海兵三等兵               | Marinier 3e klasse                  |  |  |

## 装備
オランダ海兵隊は従来から純然たる軽歩兵で構成され、重火器や機甲部隊は保有してこなかった。しかし、数年来、平和維持活動での運用を念頭に装輪装甲車が導入され、2007年から指揮所型装甲車も導入される。
また、オランダ海兵隊員は多様な個人戦技の習得が求められている。これは活動範囲に極地や熱帯地域、砂漠および山岳での作戦が含まれているためで、これにより部隊運用上の柔軟性を維持している。

### 車両
- BvS10（英語版）装軌式装甲全地形兵員輸送車 × 64両（指揮車型20両を含む）[1]
- BvS10装甲回収車×4両[1]
- ベルゲパンツァー2装甲回収車×4両[1]
- BvS10救急車×4両[1]
- ランドローバー・ディフェンダー
- メルセデス・ベンツ・280・CDI
- アナコンダ軽戦術車両 ×46台[3]
- DXPU長距離哨戒車×150台（JLTVの非装甲型。2025年発注、2028年納入予定）[4]
- ウニモグ1.2トントラック
- DAF社製の各種トラック

### 舟艇
- LCU Mk2 × 5隻（汎用上陸舟艇）

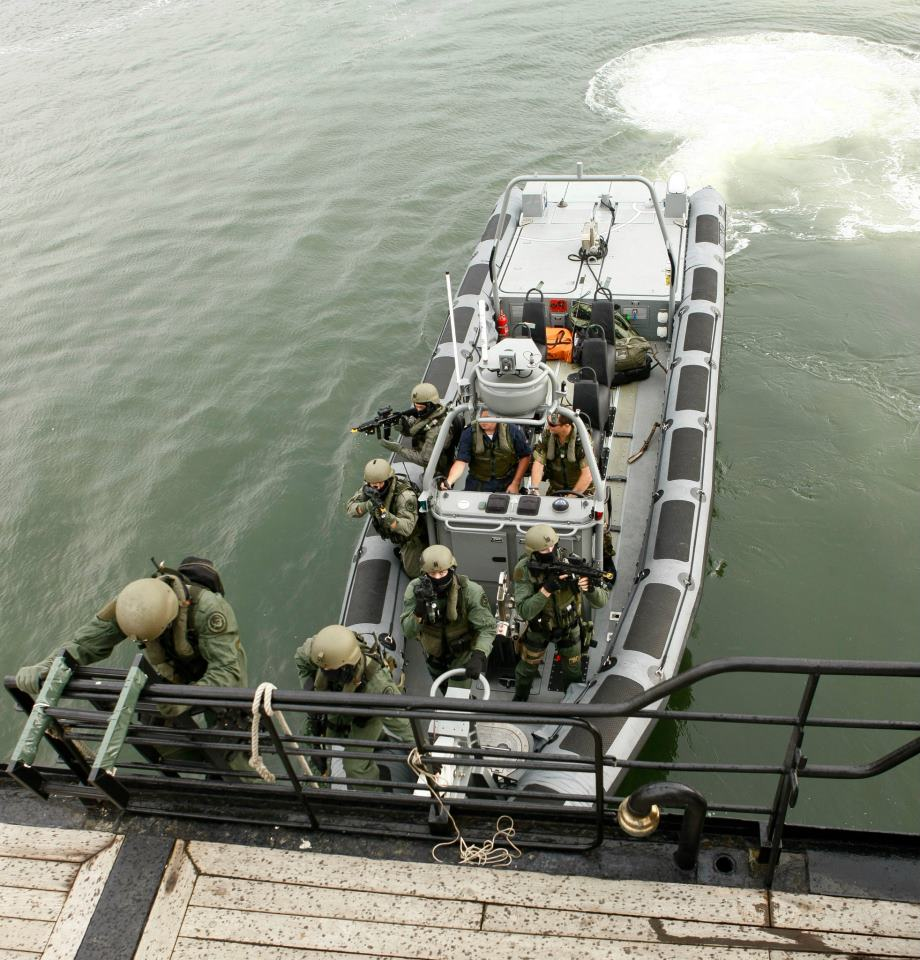
FRISCボートに乗った海兵隊員

- LCVP Mk5c × 12隻（車両用上陸舟艇）
- 高速急襲挺（Fast Raiding） × 46隻
- 舷外機付き上陸ゴムボート

### 火砲
- L16 81mm 迫撃砲[1]
- ブラントMO-60-V 60mmコマンドー迫撃砲

### 小火器
- グロック17M拳銃
- シグ・ザウエル P226拳銃（特殊部隊用）
- H&K MP5短機関銃
- FN P90短機関銃
- コルト・カナダ C7A1小銃
- コルト・カナダ C8A1短小銃
- コルト・カナダ C7LSW軽支援銃
- H&K HK416小銃（特殊部隊用）
- FN MAG汎用機関銃
- ブローニングM2重機関銃
- ステアー SSG 69狙撃銃
- アキュラシー・インターナショナル AWM狙撃銃
- M107対物狙撃銃
- バレットM99対物狙撃銃
- モスバーグM500散弾銃
- AT4携行対戦車弾
- パンツァーファウスト3携行対戦車弾
- スパイク-MR対戦車ミサイル[1]
- FIM-92 スティンガー携帯地対空ミサイル[1]

## 提携関係
- イギリス海兵隊（友情の絆）
- アメリカ海兵隊（友情の絆）

## 参考資料
- The International Institute for Strategic Studies (IISS) (2024) (英語). The Military Balance 2024. Routledge. ISBN 978-1-032-78004-7
- 小林幸雄『図説イングランド海軍の歴史』原書房、2007年1月。ISBN 978-4-562-04048-3。